# 池田努
池田 努（いけだ つとむ、1978年12月17日 - ）は日本の俳優である。神奈川県出生。神奈川県立旭高等学校卒業、多摩美術大学中退。ニューヨークで開催された芸術祭にて、自身の絵画作品が展示されるなど画家としての一面も持つ。舘プロ所属。

## 人物
2000年8月7日に『オロナミンC「1億人の心をつかむ男」新人発掘オーディション〜21世紀の石原裕次郎を探せ!〜』で応募総数5万2005名の中から最終選考の10人に残った。グランプリには選ばれなかったものの石原プロモーションにスカウトされ、翌2001年に『反乱のボヤージュ』でデビュー。
2003年8月12日、同年10月より放映予定だった連続ドラマ『西部警察2003』の撮影中、松山高之役の池田が運転するスポーツカーがアクセルとハンドル操作の誤りによって駐車中の乗用車に衝突後、見物人の列に突っ込み5人が重軽傷を負った。事故は現場の自動車用品販売店のピットから発進し右に曲がっていくシーンの撮影で起きた。この件により当ドラマは製作・放映中止。また、すでに制作が終了し9月6日に放映予定であったスペシャルドラマ版「西部警察 WESTERN POLICE 2003」も放映無期延期となった。その後の17日、池田は被害者に面会し、渡哲也と共に公の場で謝罪している。2004年3月2日、愛知県警港署は池田を業務上過失致傷の疑いで書類送検した。
2007年2月から1年間俳優修業のために芸能活動を休止した。ニューヨーク・アクターズ・スタジオ正会員の、ゼン・ヒラノに演技指導を受ける。
2012年11月にニューヨークのアクターズ・スタジオにて公演を行う。同時期に、ニューヨークで開催されていた芸術祭に自身の絵画作品も出展する。
2021年4月、石原プロモーションの解散に伴い、舘ひろしが設立した舘プロに所属する。

## 出演

### テレビドラマ

#### NHK
- 新宿鮫 氷舞（2002年4月29日 - 5月2日、BSハイビジョン）
- NHK正月時代劇 隠密秘帖（2011年1月1日）
- 土曜時代劇 隠密八百八町（2011年1月8日 - 3月26日） - 木村源兵衛 役
- 坂の上の雲 第3部（2011年）
- そこをなんとか 第7話（2012年12月2日、NHK BSプレミアム） - 磯貝雄造 役
- ドラマ10 全力離婚相談（2015年1月6日 - ） - 崎田徹 役
- 麒麟がくる（2020年、大河ドラマ ） - 服部小平太 役
- 剣樹抄〜光圀公と俺〜（2021年11月5日 - 12月24日、NHK BSプレミアム） - 康成 役
- あきない世傳 金と銀（NHK BS・NHK BSプレミアム4K） - 力造 役
  - あきない世傳 金と銀2（2025年4月6日 - 5月25日）[1]
  - あきない世傳 金と銀3（2026年春〈予定〉 - ）[2]
- 連続テレビ小説 あんぱん 第96回 -（2025年8月11日 - ） - 三浦光雄 役[3]

#### 日本テレビ
- 手の上のシャボン玉（2006年9月5日） - 桜庭憲二 役
- 旅人検視官 道場修作 第3弾 鹿児島県・指宿温泉殺人事件（2024年12月7日、BS日テレ） - 柴田勇 役[4]

#### TBS
- 太陽の季節（2002年7月7日 - 9月15日） - 樋口透 役
- 赤い奇跡（2006年4月9日・10日） - 坂本英幸 役
- 水戸黄門 第41部 第8話「貞淑妻の意外な過去・奈良」（2010年5月31日、C.A.L） - 藤一 役
- 月曜ゴールデン
  - 警部・柘植京介（2010年9月13日） - 宮坂真吾 役
  - 警視・深町征爾（2012年1月30日） - 桐山純一 役
  - 医師・円城寺修2〜恨みの報酬〜（2012年6月4日） - 田島敦彦 役
  - 十津川警部シリーズ50（2013年9月9日） - 辻芳夫 役
  - SP 八剱貴志（2015年8月31日） - 三浦哲史 役
- 日中国交正常化40周年特別番組『強行帰国〜忘れ去られた花嫁たち〜』（2012年10月1日） - 中村 役
- なるようになるさ。（2013年7月12日 - 9月20日） - 長島悟 役
  - なるようになるさ。第2シリーズ（2014年4月22日 - 6月24日）
- BS-TBS 日本の名峰・絶景探訪
  - 「立山黒部 前編後編」（2014年11月）
  - 「空駆ける氷雪の稜線 南八ヶ岳縦走【2時間特別編】」（2015年3月）
  - 「春告げる修験道 両神山」（2015年4月）

#### フジテレビ
- 優しい時間（2005年3月3日、第8話ゲスト） - スキー客 役
- 金曜プレステージ 山村美紗サスペンス 赤い霊柩車シリーズ28（2011年10月7日） - 野上和彦 役

第34作「偽りの代償」（2014年）
三谷昌幸 役（呉服店「近江屋」専務・治代の甥） 

#### テレビ朝日
- 反乱のボヤージュ（2001年10月6日・7日）
- 土曜ワイド劇場
  - 火災調査官・紅蓮次郎（2003年1月25日・2004年10月9日・2006年4月22日、第1話・4話・6話ゲスト） - 野口刑事 役
  - 古都（2005年2月5日）
  - 温泉 (秘) 大作戦13（2014年3月29日） - 梶川康男 役
  - 臨場する女 捜査検事 雨音香（2016年1月23日） - 棟木雄介 役
- 西部警察 SPECIAL（2004年10月31日、石原プロ） - 松山高之 役
- 弟（2004年、石原プロ） - 関町進 役
- はるか17（2005年7月1日 - 9月26日） - パロディドラマ出演
- 刑事部屋〜六本木おかしな捜査班〜（2005年7月6日 - 9月14日） - 五井康夫 役
- 愛と死をみつめて（2006年3月18日・19日） - 滝沢岳史 役
- 吉祥天女（2006年4月15日） - 遠野暁 役
- PS -羅生門-（2006年7月5日 - 9月13日） - 野原常久刑事 役
- アンナさんのおまめ（2006年10月13日 - 12月15日） - 桃山光 役
- キミ犯人じゃないよね?（2008年4月11日 - 6月13日） - 前田銀二 役
- 打撃天使ルリ（2008年7月25日 - 9月5日） - 佐々木達也 役
- ダンディ・ダディ?（2009年7月9日 - 9月3日） - 沢村潤一 役
- アイのない恋人たち（2024年1月21日 - 3月17日）  - 今村雅樹 役

#### テレビ東京
- 女と愛とミステリー→水曜ミステリー9
  - 不倫調査員・片山由美 - 亀田浩二役
    - 京都－鳥取ワイン心中の謎!（2001年8月22日）
    - 祇園と西陣を結ぶ男女に死のスキャンダル（2002年5月1日）
    - 京都・宇治伏見殺人慕情（2003年3月26日）
    - 京都嵯峨野殺人迷路!（2004年6月2日）
    - 京都・檜家一家・骨肉の争い（2005年10月19日）
    - 京都着付け教室殺人連鎖（2006年8月2日）
    - 黒の環状線（2012年8月29日）

  - 主婦探偵・河原綾子のぞき見事件簿（2001年12月19日）
  - みちのく麺食い記者 宮沢賢一郎2（2013年2月27日） - 城山純平 役
- 松本清張没後10年特別企画・家紋 （2002年8月18日） - 平井刑事 役
- 新春ワイド時代劇 忠臣蔵〜その義その愛（2012年1月2日） - 磯貝十郎左衛門 役
- 月曜プレミア8 横山秀夫サスペンス「第三の時効」（2021年11月29日） - 宮嶋義雄 役
- 記憶捜査〜新宿東署事件ファイル〜 スペシャル2（2022年6月20日） - 末次亮一 役
- ウルトラマンアーク 第9話（2024年9月7日） - 山神サトル 役
- TOKAGE 警視庁特殊犯捜査係（2025年6月30日、テレビ東京） - 篠田和弘 役[5]

#### BS松竹東急
- アイドル失格（2024年1月13日 - ） - 新田先生 役[6][7]

### 映画
- さらば あぶない刑事（2016年） - 津久浦刑事 役

### 舞台
- 飛龍伝2010 ラストプリンセス 新橋演舞場（2010年2月〜3月）
- NYアクターズスタジオ凱旋プロジェクト アクターズスタジオ ゼン・ヒラノ全面演出『夕鶴〜LOVE OF CRANE〜』（2012年11月）
- 友情〜秋桜のバラード〜（2013年6月・9月）
- 華ヤカ哉、我ガ一族 狂宴 オペラカレイド 星陵会館（2014年12月）
- スーベニア SOUVENIR〜騒音の歌姫（2016年） - モーリス・ギル・タイラー 役
- BIOHAZARD THE Experience（2017年2月10日 - 26日、Zeppブルーシアター六本木、3月4日 - 5日、新神戸オリエンタル劇場）
- PLAY/GROUND Creation #4「CLOSER」 [side-A]（2022年12月10日 - 18日、シアター風姿花伝） - ラリー 役[8]
- リーディング・コンサート『ベートーヴェン / 届かなかった手紙』（2024年12月24日 - 26日、日経ホール） - ルート・ヴィヒ・ヴァン・ベートーヴェン 役[9]

### CM
- 宝酒造 松竹梅 天 12月〜（2009年1月）
- ファイザー株式会社 - すぐ禁煙.jp 平成23年（2011）〜平成24年（2012）